# Campus de Marne-la-Vallée
Le campus de Marne-la-Vallée ou campus Descartes est un important campus d'enseignement  et de recherche situé dans l'est parisien à Marne-la-Vallée (Seine-et-Marne) dans la Cité Descartes, sur les communes de Champs-sur-Marne et de Noisy-le-Grand. La Cité Descartes est principalement desservie par la gare de Noisy-Champs, et a été désignée comme cluster ville durable du futur Grand Paris. Deux lignes desservant le campus sont ainsi prévues dans le cadre de la mise en place du réseau du Grand Paris Express.

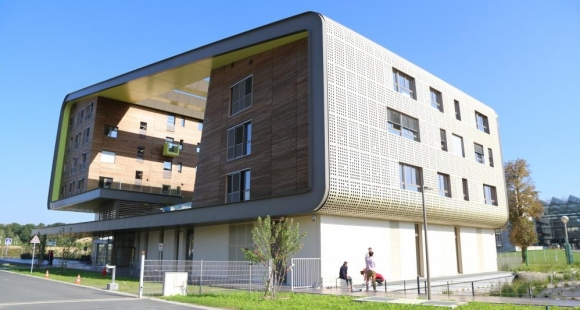

## Établissements présents
Le campus regroupe plusieurs composantes de l'Université Gustave-Eiffel, des grandes écoles ainsi que des instituts et des laboratoires de recherche :
- Université Gustave-Eiffel[4], anciennement Université Paris-Est Marne-la-Vallée, qui intègre 4 écoles dont 3 sont présentes sur le campus[5],[6] :
  - École nationale des sciences géographiques (ENSG)
  - École supérieure d'ingénieurs en électrotechnique et électronique de Paris (ESIEE Paris)
  - École d'architecture de la ville & des territoires Paris-Est
- École nationale des ponts et chaussées (École des Ponts ParisTech)[7],[8]
- École d'urbanisme de Paris[9]
- École supérieure d'ostéopathie (ESO) et clinique ostéopathique de l'ESO[10]
- École d'ostéopathie animale (IFOA) [11]
- Compagnons du Devoir[12],[13]

On dénombre environ 17 000 étudiants (niveau : jusqu'à bac+8). De nombreuses résidences étudiantes y ont été construites pour accueillir les étudiants. 
Il y a également un Crous.
On trouve par ailleurs au sein de la Cité Descartes quelques commerces et services de proximité (restaurant, pharmacie, bibliothèque, tabac presse, hôtel, poste, photocopieur, services de restauration de proximité, etc.)

## Accès
Le campus est accessible par de multiples moyens : 
- Ligne A du RER en gare de Noisy - Champs
- Nombreuses lignes du réseau de bus RATP, une du réseau de bus Marne et Seine et la nuit par Noctilien
- Autoroute A 4 (sortie  10 "Cité descartes")

On note également la présence de nombreuses entreprises qui s'y installent du fait de la bonne localisation du site : 
- à 25 minutes du centre de Paris en RER,
- à 20 minutes de la  gare TGV de Marne-la-Vallée Chessy,
- à proximité des aéroports de Roissy-CDG et d'Orly,
- à l'intersection de grands axes autoroutiers Européens : A4, A86, A104, A5[15].

## Galerie

Un bâtiment de la Cité Descartes
Un bâtiment de la Cité Descartes
Un bâtiment de la Cité Descartes
Un bâtiment de la Cité Descartes
Un bâtiment de la Cité Descartes
Le gymnase de la Cité Descartes
Une rue de la Cité Descartes
Bâtiment de l'École d'architecture
Bâtiment de l'École d'architecture
Bâtiment commun à l'École Nationale des Ponts et Chaussées et à l'École Nationale des Sciences Géographiques
Bâtiment commun à l'École Nationale des Ponts et Chaussées et à l'École Nationale des Sciences Géographiques